# Moskevská gubernie

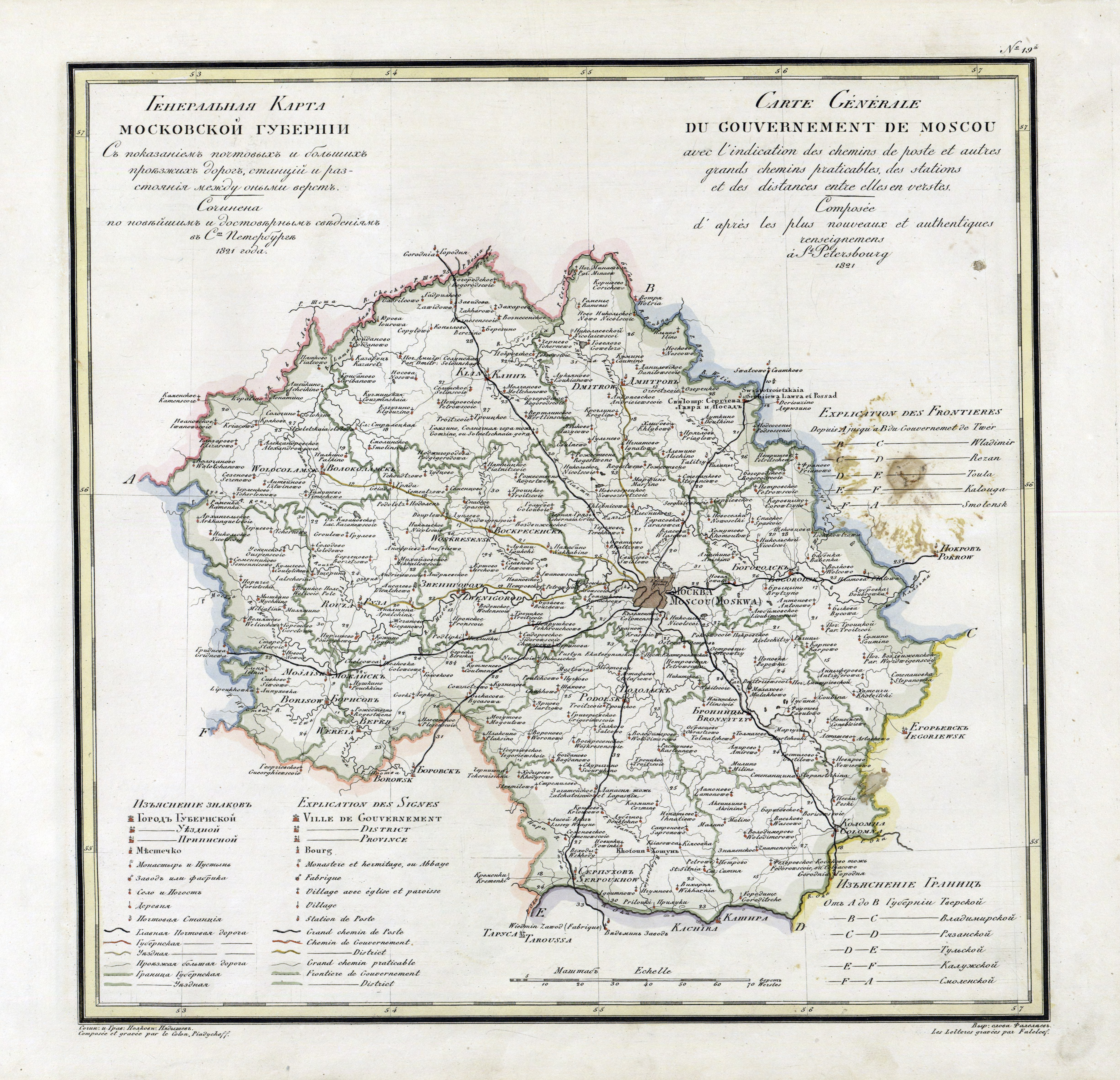
Mapa gubernie

Moskevská gubernie (rusky Московская губерния) byla jedna z gubernií Ruského impéria zřízená nařízením Petra I. dne 12. prosince 1708 společně s dalšími sedmi guberniemi. Ve 13 okresech gubernie podle údajů z roku 1897 žilo 2 433 356 obyvatel. V roce 1926 zde na žilo už 4 570 836 obyvatel. Dne 14. ledna 1929 při vzniku nových oblastí SSSR gubernie zanikla. Hlavním městem gubernie byla Moskva.